# Horb am Neckar
Horb am Neckar là một xã ở huyện Freudenstadt ở bang Baden-Württemberg thuộc nước Đức. Đô thị này có diện tích 119,84 km², dân số thời điểm 31 tháng 12 năm 2006 là 26.136 người.